# Nederlanders in het Emiraatse voetbal
Nederlanders in het Emiraatse voetbal geeft een overzicht van Nederlanders die een contract hebben (gehad) in het Emiraatse voetbal.

## Voetballers
| Naam             | Club           | Van  | Tot  | Opmerkingen       |
| ---------------- | -------------- | ---- | ---- | ----------------- |
| Geert Brusselers | Al-Nasr SC     | 1998 | 1999 |                   |
| Geert Brusselers | Al-Shabab      | 2000 | 2001 |                   |
| Dries Boussatta  | Al-Shaab Club  | 2004 | 2004 | aug '04 - sep '04 |
| Phillip Cocu     | Al-Jazira Club | 2007 | 2008 |                   |
| Anouar Diba      | Al-Nasr SC     | 2008 | 2010 |                   |
| Ali Boussabon    | Al-Nasr SC     | 2009 | 2010 |                   |

## Hoofdtrainers
| Naam               | Club              | Van  | Tot  | Opmerkingen                     |
| ------------------ | ----------------- | ---- | ---- | ------------------------------- |
| Leo van Veen       | Al-Nasr SC        | 1998 | 1999 |                                 |
| Rinus Israël       | Al-Jazira Club    | 1998 | 1999 |                                 |
| Rinus Israël       | Al-Shabab         | 1999 | 2000 |                                 |
| Rinus Israël       | Al-Wahda FC       | 2000 | 2001 | Ook 2003/2004                   |
| Jo Bonfrère        | Al-Wahda FC       | 1998 | 1998 | Ook 2001/2002 en 2007/2008      |
| Ruud Krol          | Al-Wahda FC       | 1999 | 1999 | (jan - maart)                   |
| Willem Leushuis    | Al-Jazira Club    | 1999 | 2000 |                                 |
| Lex Schoenmaker    | Al-Jazira Club    | 2000 | 2001 |                                 |
| Johan Boskamp      | Al-Wasl Club      | 2001 | 2002 |                                 |
| Jan Versleijen     | Al-Jazira Club    | 2001 | 2003 | Ook 2006/2007                   |
| Jan Versleijen     | Al-Shaab Club     | 2004 | 2005 |                                 |
| Clemens Westerhof  | Bani Yas SC       | 2001 | 2001 | (slechts enkele weken)          |
| Jan Poortvliet     | Bani Yas SC       | 2002 | 2002 | (januari-juni)                  |
| Tiny Ruijs         | Al-Wahda FC       | 2002 | 2003 |                                 |
| Tiny Ruijs         | Al Ain FC         | 2006 | 2007 |                                 |
| Piet Hamberg       | Al-Jazira Club    | 2003 | 2004 |                                 |
| Tahseen Jabbary    | Dibba Fujairah FC | 2005 | 2006 | Ook 2006/2007                   |
| Sef Vergoossen     | Al-Jazira Club    | 2004 | 2005 |                                 |
| Gerard van der Lem | Sharjah FC        | 2007 | 2008 |                                 |
| Henk Ten Cate      | Al-Ahli FC        | 2010 | 2010 | 8 februari 2010 - 11 maart 2010 |
| Bert van Marwijk   | nationaal elftal  | 2019 |      | Bondscoach                      |

## Overige functies
| Naam                | Club             | Van  | Tot   | Opmerkingen                                          |
| ------------------- | ---------------- | ---- | ----- | ---------------------------------------------------- |
| Ben Wijnstekers     | Al-Nasr SC       | 1998 | 1999  | Assistent-trainer onder van Veen                     |
| Peter van der Horst | Al-Jazira Club   | 2001 | 2006  | Jeugdtrainer                                         |
| Peter van der Horst | Al Dhafra SC     | 2006 | 2007  | Jeugdtrainer                                         |
| Nico de Bree        | Al-Wasl Club     | 2001 | 2002  | Keeperstrainer                                       |
| Danny Hoekman       | Al-Jazira Club   | 2001 | 2002  | Assistent-trainer                                    |
| Danny Hoekman       | Al-Wahda FC      | 2002 | 2003  | Assistent-trainer                                    |
| Robert Verbeek      | Al-Jazira Club   | 2001 | 2002  | Jeugdtrainer                                         |
| Robert Verbeek      | Al-Shabab        | 2002 | 2003  | Jeugdtrainer                                         |
| Ron van den Berg    | Al-Shabab        | 2002 | 2003  | Jeugdtrainer                                         |
| Frans Thijssen      | Al-Wahda FC      | 2002 | 2003  | Hoofd Opleidingen                                    |
| Frans Thijssen      | Al-Wahda FC      | 2003 | 2004  | Assistent-trainer onder Israël                       |
| Frans Thijssen      | Al-Jazira Club   | 2008 | 2009  | Jeugdtrainer                                         |
| Eelco Schattorie    | Al-Jazira Club   | 2001 | 2003  | Assistent-trainer onder Versleijen                   |
| Eelco Schattorie    | Al-Shaab Club    | 2004 | 2005  | Assistent-trainer onder Versleijen                   |
| Wiel Coerver        | Al-Jazira Club   | 2002 | 2005  | 'Adviseur'                                           |
| Jan de Koning       | Al-Jazira Club   | 2003 | 2004  | Assistent-trainer onder Hamberg                      |
| Geert Meijer        | Al-Jazira Club   | 2003 | 2004  | Jeugdtrainer                                         |
| Geert Meijer        | Al-Wahda FC      | 2004 | 2005  | Jeugdtrainer                                         |
| Michael Lindeman    | Al-Wahda FC      | 2004 | 2005  | Jeugdtrainer (conditie)                              |
| Rob Baan            | Al-Jazira Club   | 2004 | 2005  | Technisch Directeur                                  |
| André Wetzel        | Al-Jazira Club   | 2004 | 2005  | Jeugdtrainer                                         |
| Dwight Lodeweges    | Al-Jazira Club   | 2004 | 2005  | Assistent-trainer onder Vergoossen                   |
| Albert Stuivenberg  | Al-Jazira Club   | 2004 | 2006  | Jeugdtrainer                                         |
| Remco Boere         | Al-Jazira Club   | 2005 | 2006  | Jeugdtrainer                                         |
| Tiny Ruijs          | Al-Jazira Club   | 2005 | 2006  | Jeugdtrainer                                         |
| René Eijer          | Al-Jazira Club   | 2006 | 2007  | Assistent-trainer onder Versleijen                   |
| Jan Kluitenberg     | Al-Jazira Club   | 2006 | 2007  | Inspanningsfysioloog                                 |
| Abe Knoop           | Al-Jazira Club   | 2006 | 2009  | Keeperstrainer                                       |
| Co Jager            | Sharjah FC       | 2007 | 2008  | Assistent-trainer onder van der Lem                  |
| Jean Maas           | Al-Wahda FC      | 2007 | 2008  | Assistent-trainer onder Bonfrère                     |
| Mike Snoei          | Al-Ahli FC       | 2010 | 2010  | Assistent-trainer onder Ten Cate (24 feb - 11 maart) |
| Sief Ronde          | Al Ain FC        | 2005 | heden | Hoofd Opleidingen                                    |
| Ricardo Moniz       | nationaal elftal | 1997 | 1998  | Assistent-trainer                                    |

Voetbalbonden ·
Albanië ·
Angola ·
Armenië ·
Australië ·
Azerbeidzjan ·
Bahrein ·
België ·
Bhutan ·
Bulgarije ·
Canada ·
China ·
Congo-Kinshasa · 
Cyprus ·
Denemarken ·
Duitsland ·
Egypte ·
Engeland ·
Estland ·
Ethiopië ·
Faeröer ·
Filipijnen ·
Finland ·
Frankrijk ·
Georgië ·
Ghana ·
Griekenland ·
Hongarije ·
Hongkong ·
Ierland ·
IJsland ·
Indonesië ·
Iran ·
Israël ·
Italië ·
Japan ·
Kazachstan ·
Koeweit ·
Litouwen ·
 Luxemburg ·
Maleisië ·
Malta ·
Marokko ·
Mexico ·
Namibië ·
Nieuw-Zeeland ·
Noorwegen ·
Oekraïne ·
Oezbekistan ·
Oostenrijk ·
Polen ·
Portugal ·
Qatar ·
Roemenië ·
Rusland ·
Rwanda ·
Saoedi-Arabië ·
Schotland ·
Singapore ·
Slovenië ·
Slowakije ·
Spanje ·
Tanzania ·
Turkije ·
Tuvalu ·
VAE ·
Venezuela ·
Verenigde Staten ·
Vietnam ·
Zimbabwe ·
Zuid-Afrika ·
Zuid-Korea ·
Zweden ·
Zwitserland